# Síndrome de Carpenter
El síndrome de Carpenter, también llamado acrocefalopolisindactilia tipo II, es una rara enfermedad congénita de origen genético y transmisión hereditaria autosómica recesiva que se caracteriza por malformaciones del cráneo y fusión congénita de dos o más dedos entre sí (sindactilia). A veces existe deficiencia mental, aunque otros pacientes presentan capacidad intelectual normal. El trastorno se debe a diferentes mutaciones que afectan al gen RAB23 situado en el cromosoma 6 humano. La primera descripción fue realizada por George Carpenter (médico y pediatra inglés) en 1909.

## Gen
RAB23 y menos comúnmente en el gen MEGF8 asociado a craneosinostosis menos severas y lateralización.

## Cromosoma
RAB23 en el cromosoma 6p12.1 y MEGF8 en el cromosoma 19q13.2.

## Características fenotípicas
-Se presenta al nacer: macrosomía, hernia umbilical y craneosinostosis que varía desde una hoja de trébol, una predominante intervención de la sutura metópica o una asimetría craneofacial.
-Anomalías craneales pueden conducir a presión intracranea elevada, dificultad en la articulación, otitis media frecuente que puede ocasionar una pérdida de la audición.
-Braquidactilia, sindactilia cutánea, polidactilia preaxial en los dedos de los pies y polidactilia postaxial en los dedos de las manos con pulgares anchos y ausencia de falanges medias.
-Malformaciones congénitas cardíacas como: defecto septal ventricular o comunicación interventricular, conducto arterioso persistente, estenosis pulmonar, tetralogía de Fallot, y transposición de grandes vasos.
-Incapacidad intelectual (63-75 %).
-Hombres: anormalidades genitales como hipogonadismo y criptorquidia.
-Crecimiento retardado o normal y baja estatura.
-obesidad persistente, particularmente en el área abdominal desde la infancia.
-Deformidades esqueletales: caderas deformes, cifoescoliosis, genu valgo.
-Situs inversus, dextrocardia y poliesplenia en algunos pacientes.
-Intraorales:
Dientes bajos, pequeños, y muy espaciados.
Retención prolongada de la dentición temporal.
-Extraorales:
Maxilar y mandíbula subdesarrollados.
Puente nasal plano, pliegues epicánticos, fisuras palpebrales inclinadas hacia abajo. Anomalías de la córnea, orejas más abajo de lo normal y rotadas posteriormente con malformaciones.

## Diagnóstico, Manejo y Pronóstico
Presentación clínica y confirmación por diagnóstico molecular genético proyectando primero el RAB23 y después el MEGF8.

### -Manejo
Multidisciplinario, reconstrucción temprana facial para mejorar estética y prevenir incapacidad intelectual o desafíos físicos.
Cirugía para defectos congénitos cardiacos y algunas veces desviación para presión intracraneal elevada.

#### -Pronóstico
Muy variable dependiendo de la severidad de las malformaciones y el grado de incapacidad intelectual, algunos niños crecen independientes de los adultos y otros requieren más apoyo. La expectativa de vida es baja, principalmente por defectos cardíacos.